# Schoutedenomiris
Schoutedenomiris is een geslacht van wantsen uit de familie van de Miridae (Blindwantsen). Het geslacht werd voor het eerst wetenschappelijk beschreven door José Cândido de Melo Carvalho in 1951.

## Soorten
Het genus bevat de volgende soorten:

- Schoutedenomiris acutotylus Carvalho, 1951
- Schoutedenomiris longicornis Linnavuori, 1975
- Schoutedenomiris propinquus Odhiambo, 1959
- Schoutedenomiris schmitzi (Chérot, 1996)